# Tetraloniella brevifellator
Tetraloniella brevifellator är en biart som först beskrevs av Laberge 1957.  Tetraloniella brevifellator ingår i släktet Tetraloniella och familjen långtungebin. Inga underarter finns listade i Catalogue of Life.